# Trödelsteine (Berg)

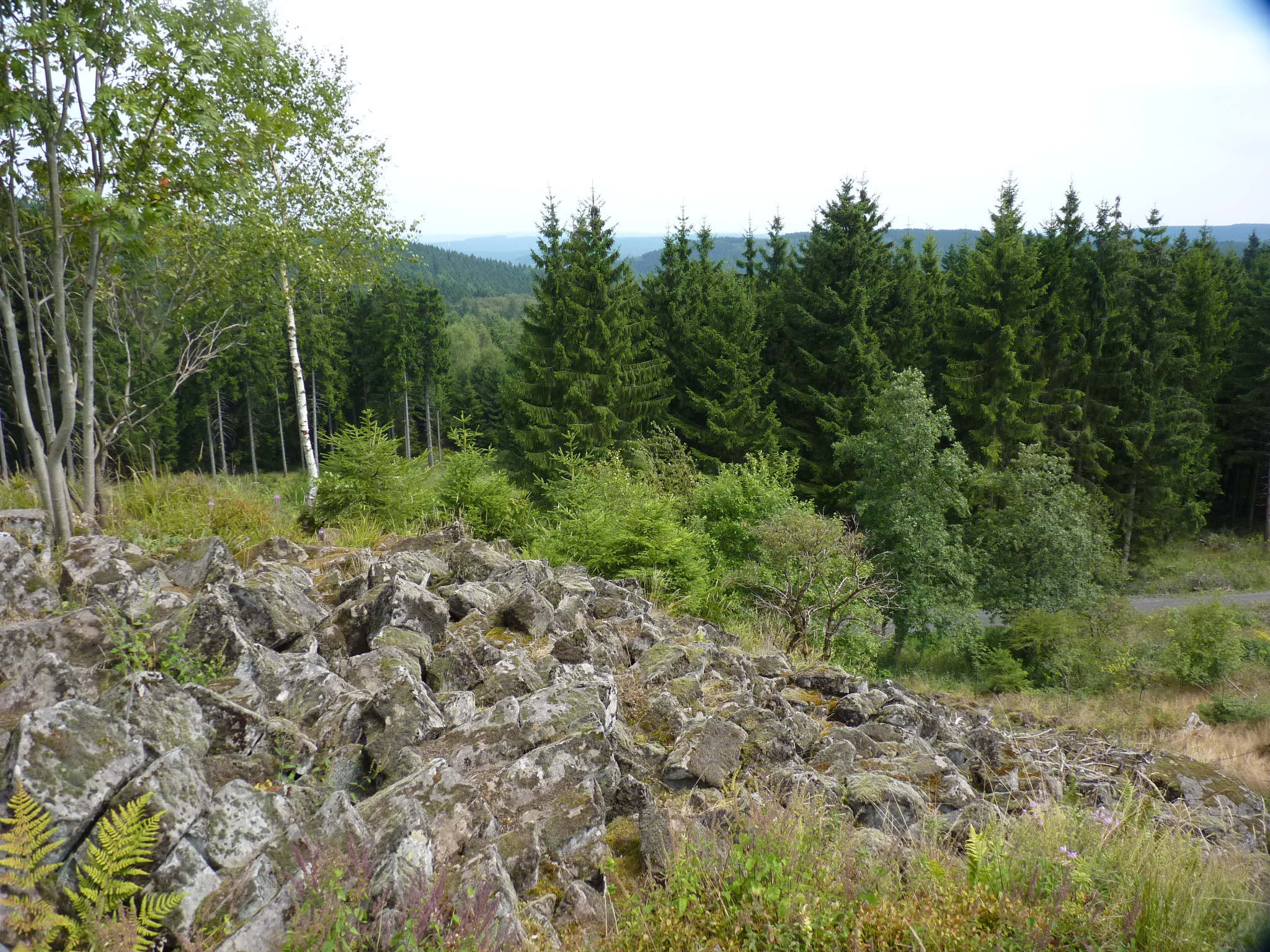
Ausblick von den Trödelsteinen nach Nordosten (August 2014)

Trödelsteine ist der Name eines 613 m ü. NHN hohen Berges im Hellerbergland bei Emmerzhausen im rheinland-pfälzischen Landkreis Altenkirchen und im nordrhein-westfälischen Kreis Siegen-Wittgenstein mit Gipfellage in Rheinland-Pfalz.

## Geographie

### Lage
Der Berg Trödelsteine liegt etwa 1,2 Kilometer (km) nordöstlich von Emmerzhausen sowie 3,6 km südwestlich von Burbach und 2,6 km nordwestlich von Lippe, die sich beide im benachbarten Kreis Siegen-Wittgenstein befinden. Die Landesgrenze von Rheinland-Pfalz und Nordrhein-Westfalen verläuft etwa 50 m nordöstlich des Berggipfels – etwa entlang des unteren Teils der Felsformation Trödelsteine. Auf rheinland-pfälzischer Seite entspringt im Westen ein vom Flurstück „Am Zollstock“ kommender Bach als Daade-Zufluss und auf nordrhein-westfälischer Seite entspringt im Osten der Buchheller-Zufluss Nenkersbach. Bergnachbarn sind im Norden der Nenkersberg (610,3 m) und im Südsüdosten der Lipper Nürr (616,9 m).
Nahe dem laut der Deutschen Grundkarte 613 m hohen Gipfel des Berges Trödelsteine ist auf topographischen Karten eine 612,8 m hohe Stelle verzeichnet.

### Naturräumliche Zuordnung
Der Berg Trödelsteine gehört in der naturräumlichen Haupteinheitengruppe Süderbergland (Nr. 33), in der Haupteinheit Siegerland (331) und in der Untereinheit Hellerbergland (331.3) zum Naturraum Südliches Hellerbergland (331.32).

## Schutzgebiete
Bis auf die Südwestflanke des Berges Trödelstein reichen auf rheinland-pfälzischer Seite Teile des Fauna-Flora-Habitat-Gebiets Wälder am Hohenseelbachkopf (FFH-Nr. 5213-301; 10,25 km² groß) und des Vogelschutzgebiets (VSG) Westerwald (VSG-Nr. 5312-401; 289,48 km²). Bis auf die Nordostflanke des Berges reichen auf nordrhein-westfälischer Seite Teile des VSG Wälder und Wiesen bei Burbach und Neunkirchen (VSG-Nr. 5214-401; 46,6 km²) sowie, jeweils im Rahmen des Nenkersbachtals, solche des FFH-Gebiets Bergwiesen Lippe mit Buchheller- und Mischebachtal (FFH-Nr. 5214-303; 2,6562 km²) und des Naturschutzgebiets Unteres Buchhellertal (CDDA-Nr. 319241; 2002 ausgewiesen; 33,53 ha).

## Die Trödelsteine
Auf der Gipfelregion des Berges Trödelsteine liegt die als flächenhaftes Naturdenkmal (FND) ausgewiesene und etwa 0,3 Hektar große Felsformation Trödelsteine, die aus mehreren Basaltklippen und einem darunterliegenden Säulen- und Blockfeld aus Feldspatbasalt besteht.

## Verkehr und Wandern
Südlich vorbei am Berg Trödelsteine führt von Emmerzhausen in Rheinland-Pfalz nach Lippe in Nordrhein-Westfalen die Achse der Landesstraßen 280 und 911. Über den Berg verläuft der an der Landesgrenze die Straßenachse kreuzende Europäische Fernwanderweg E1 und auf die Trödelsteine ein schmaler Pfad, der zur 10,2 km langen Rothaarsteigspur Trödelsteinpfad gehört. Über den Berg führen auch der Hellerhöhenweg (H) und der Siegerland-Höhenring.